# یو-گاد
لامونت جودی هاوکینز (متولد ۱۰ نوامبر ۱۹۷۰)،   که بیشتر با نام هنری یو-گاد به معنای خدای جهانی شناخته می شود، رپکن آمریکایی و عضو گروه هیپ هاپ وو-تنگ کلن است.   او از زمان آغاز به کار با این گروه همراه بوده است و به خاطر صدای عمیق و قافیه های ریتمیک خود شناخته می شود.

## دیسکوگرافی

### آلبوم های استودیویی
- رستگاری اسلحه طلایی (۱۹۹۹)
- آقای مشتاق (۲۰۰۵)
- دوپیوم (۲۰۰۹)
- سخنران اصلی (۲۰۱۳)
- ونوم (۲۰۱۸)

### آلبوم های همکاری
- یو-گاد-تقدیم میکند: د هیل ساید اسکرمبلر به همراه هیل ساید اسکرمبلر (2004)

## لینک های خارجی
- U-God در بانک اطلاعات اینترنتی فیلم‌ها (IMDb)
- NPR interview, March 2018